# Rilsk
Rilsk (en rus Рыльск) és una ciutat de l'óblast de Kursk, a Rússia. Es troba a la riba dreta del riu Seim, a 124 km al sud-oest de Kursk.

## Història
Rilsk es menciona per primer cop el 1152 com una localitat important dins el Principat de Nóvgorod-Seversk. El nom deriva de l'arrel rit que en eslau vol dir cavar, rilo també vol dir "musell de porc", que és la imatge de l'escut de la ciutat. L'església ortodoxa russa associa el nom del lloc a Sant Joan de Rila, que és el sant patró de la ciutat, i que va viure a Bulgària. Tot de monjos búlgars van establir-s'hi amb les relíquies del sant i hi construïren un monestir a partir del qual la ciutat va prendre el nom actual.
A mitjan segle XIV el Gran Ducat de Lituània va aconseguir el control de la ciutat. El 1454 el rei de Polònia Casimir IV Jagelló dona la ciutat com a feu a un príncep rus refugiat, Ivan Sxemiaka. El 1522 el seu fill Vassili cedeix la ciutat al Gran Ducat de Moscou. Des del segle XVI a principis del xviii la ciutat s'encarrega de defensar la frontera sud de l'Imperi Rus. És per tant una ciutat mercantil, punt de partida per al comerç en direcció a la Petita Rússia. El 1779 Rilsk rep l'estatus de ciutat per ordre de Caterina II.
Durant la Segona Guerra Mundial Rilsk va ser ocupada per la Wehrmacht el 5 d'octubre del 1941 i va ser alliberada pel Front Central de l'Exèrcit Roig el 31 d'agost del 1943.

## Demografia
| 1897   | 1926   | 1939   | 1959   | 1970   | 1979   | 1989   | 2002   | 2008   | 2010   |
| ------ | ------ | ------ | ------ | ------ | ------ | ------ | ------ | ------ | ------ |
| 11 400 | 10 700 | 12 400 | 12 700 | 16 400 | 18 300 | 19 500 | 17 603 | 17 007 | 15 671 |